# 1880 en littérature
| Années de la littérature : 1877 - 1878 - 1879 - 1880 - 1881 - 1882 - 1883    |
| Décennies de la littérature : 1850 - 1860 - 1870 - 1880 - 1890 - 1900 - 1910 |

Cet article présente les faits marquants de l'année 1880 en littérature.

## Événements
- Courant littéraire Esthétique en Grande-Bretagne dans les années 1880-1890 (Oscar Wilde, Walter Pater, Arthur Symons).
- Disparition du club littéraire des Hydropathes.

## Essais
- Paul Lafargue, Le Droit à la paresse.
- Lenormant, Les origines de l'histoire d'après la Bible et les traditions des peuples orientaux, éd. Maisonneuve et Cie, Paris
- Émile Zola, Le Roman expérimental.

## Poésie
- L'Âne, poème de Victor Hugo.

## Théâtre
- Le Nouveau Monde, pièce de Villiers de L'Isle-Adam

## Romans
- 12 novembre : Ben-Hur, de Lewis Wallace.
- Washington Square d'Henry James.
- Heidi (Heidis Lehr- und Wanderjahre), par la romancière suisse Johanna Spyri
- Les Golovliev de Mikhaïl Saltykov-Chtchedrine.
- Les Frères Karamazov de Fiodor Dostoïevski.
- La Mère de Dieu de Leopold von Sacher-Masoch.

- Les Dieux antiques de Mallarmé.
- La Maison à vapeur, de Jules Verne.
- Nana de Zola.

## Nouvelles
- Anton Tchekhov publie Lettre d’un gentilhomme rural du Don dans Le Spectateur (9 mars), puis dans la revue russe La Libellule : Devoirs de vacances (15 juin), Papa (29 juin), Mon jubilé (6 juillet), Mille et une passions ou la Nuit terrible (27 juillet), Pour des pommes (11 août), Avant la noce (12 octobre).
- 15 avril : Les Soirées de Médan, recueil collectif de six nouvelles, publié par le groupe des naturalistes chez Georges Charpentier. Il réunit L'Attaque du moulin d'Émile Zola, Boule de Suif de Guy de Maupassant, Sac au dos de J.-K. Huysmans, La Saignée de Henry Céard, L'Affaire du Grand 7 de Léon Hennique et Après la bataille de Paul Alexis.
- Guy de Maupassant publie dans Le Gaulois Les Dimanches d'un bourgeois de Paris (en feuilleton du 31 mai au 18 août), Suicides (31 août), Jadis (13 septembre) et Une page d'histoire inédite (27 octobre).

- Le Pavillon sur la lande (The Pavilion on the Links) de Robert Louis Stevenson est publié en  septembre et octobre dans le Cornhill Magazine.
- Contes cruels, recueil de nouvelles de Villiers de L'Isle-Adam.

## Principales naissances
- 25 janvier : Fricis Bārda, poète letton († 13 mars 1919).
- 23 mai : France Pastorelli, femme de lettre († 1958).
- 26 août : Guillaume Apollinaire, écrivain et poète français († 9 novembre 1918).

## Principaux décès
- 8 mai : Gustave Flaubert, écrivain français, 59 ans.
- 22 décembre : Mary Ann Evans, dite George Eliot, romancière britannique (° 1819).